# (1569) Evita
(1569) Evita – planetoida z pasa głównego asteroid okrążająca Słońce w ciągu 5 lat i 215 dni w średniej odległości 3,15 au. Została odkryta 3 sierpnia 1948 roku w obserwatorium w La Placie przez Miguela Itzigsohna. Nazwa planetoidy pochodzi od Evity Perón (1919-1952), żony prezydenta Argentyny Juana Peróna. Przed nadaniem nazwy planetoida nosiła oznaczenie tymczasowe (1569) 1948 PA.